# Inundación por desborde violento de lago glaciar
Una inundación por desborde violento de lago glaciar (en inglés: Glacier lake outburst flood o GLOF) es un tipo de inundación violenta que se produce cuando los elementos de contención —hielo glaciar o una morrena terminal— de un lago glaciar fallan. 
Este tipo de fenómeno puede representar un riesgo para las poblaciones y las infraestructuras localizados aguas abajo. En algunos casos, el fenómeno puede ser recurrente, como en el glaciar Tête Rousse en los Alpes del Mont Blanc en Francia (desbordado en 1892 con 175 fallecidos) o en la laguna Palcacocha en Perú (desbordada en 1941, con 1800 fallecidos), que son regularmente objeto de un drenaje parcial.

## Definición
La inundación por desborde violento de lago glaciar es un tipo de inundación que ocurre cuando el embalse que contiene un lago glaciar falla. El embalse puede consistir en hielo glaciar o una morrena terminal. El lago puede ser periglacial, subglacial, intraglacial o supraglacial. La falla puede ocurrir debido a la erosión, una acumulación de presión de agua, una avalancha de roca o nieve pesada, un terremoto, un sismo de hielo, erupciones volcánicas bajo el hielo, o si una porción suficientemente grande de un glaciar se desprende y masivamente desplaza las aguas en una lago glaciar en su base. Cuando las inundaciones se relacionan con una erupción volcánica, en Islandia y en particular, se utiliza el término jökulhlaup.

## Monitoreo
Las Naciones Unidas implementa una serie de esfuerzos de monitoreo para ayudar a prevenir la muerte y la destrucción en las regiones que se van a desarrollar este tipo de eventos. La importancia de esto ha aumentado durante el siglo pasado debido a que la población aumentó y el número cada vez mayor de los lagos glaciares se ha incrementado debido al retroceso de los glaciares. Si bien todos los países con glaciares son susceptibles a este problema, el centro de Asia, las regiones de los Andes de América del Sur y los países de Europa los que tienen glaciares de los Alpes, han sido identificadas como zonas de mayor riesgo.
Hay una serie de inminentes situaciones mortales de este tipo inundaciones que han sido identificadas en todo el mundo. El lago glaciar TSO Rolpa está situado en el valle de Rolwaling, a unos 110 kilómetros (68 millas) al noreste de Katmandú, Nepal, a una altitud de 4580 metros (15,030 pies). El lago está represado por una consolidada presa de morrena terminal de 150 metros (490 pies) de alto. El lago está creciendo cada año debido a la fusión y la retirada del glaciar Trakarding, y se ha convertido en el lago glaciar más grande y más peligroso en Nepal, con aproximadamente 90 a 100 millones de m³ (117 a 130 millones de yd³) de agua almacenada.
Del río Manflas y del embalse Lautaro en el norte de Chile y el del río Huemules, que drena parte del glaciar Steffen en el Campo de Hielo Norte, se sabe que han soportado aluviónes proveniente del rompimiento de un glaciar. Por esa razón se desarrolla un monitoreo de los lagos glaciales suceptibles de rompimiento.

## Causas
Las inundaciones por desbordamiento de lagos glaciares (GLOF) ocurren a partir del retroceso del glacial en una presa natural inestable.
Estas inundaciones están causadas por:
- Movimientos rápidos de la pendiente hacia el lago
- Lluvias intensas o deshielo
- Procesos en cascada
- Terremotos
- Derretimiento del hielo incorporado en la presa
- Bloqueo de túneles de desagüe subterráneo
- Degradación de presas a largo plazo

## Relación con el cambio climático
El cambio climático y las inundaciones por desborde violento de lagos glaciares (GLOF) tienen una relación compleja. Aunque el calentamiento global ha acelerado el retroceso glaciar y la formación de lagos glaciares, lo que aumenta su peligrosidad, no hay evidencia concluyente de que haya incrementado la frecuencia de estos eventos. Estudios recientes han señalado que hasta un 80 % de los GLOFs pudieron no haber sido reportados durante la primera mitad del siglo XX debido a la falta de monitoreo científico.
Además, los registros muestran un aumento en la cantidad de GLOFs documentados desde la década de 1970, lo cual se atribuye principalmente a un incremento en las actividades de investigación en regiones como el Himalaya y los Andes, en lugar de un aumento directo relacionado con el cambio climático. También existe un desfase temporal entre el retroceso glaciar y los GLOFs, ya que estos pueden ocurrir décadas después del derretimiento inicial debido a procesos de estabilización en las morrenas y otros factores geológicos.
“En el pasado hemos tenido inundaciones por estallido de lagos glaciales que han matado a muchos miles de personas en un solo evento catastrófico”, dijo el coautor del estudio, Tom Robinson, estudioso de riesgo de desastres en la Universidad de Canterbury en Nueva Zelanda. Estos eventos subrayan la importancia del monitoreo continuo y de la implementación de estrategias de gestión proactivas para mitigar el riesgo futuro.

## Casos

### Cordillera Blanca (Perú)
El día 13 de diciembre del 1941, en Huaraz, dentro del Parque nacional Huascarán, una parte del glacial cayó a la laguna Palcacocha (4500 ms.n.m) generando una ola y causando la ruptura del dique morrénico. La inundación por agua, lodo y material arrastrado, tardó aproximadamente 15 minutos en llegar a la ciudad, enterrando una parte de la población y causando la muerte de 1800 habitantes, y dejando a 1500 familias afectadas. El origen de la laguna Palcacocha es el retroceso del frente glaciar de los nevados Pucaranra y Palcaraju y a fecha de 2016, se calcula que posee un volumen almacenado de 17 403 353 m3 de agua y una profundidad máxima de 71,10 m.

### Himalaya
En junio de 2013 tuvo lugar un violento desborde de un lago glaciar asociado al glaciar Chorabari (3845 m s. n. m.) en el estado de Uttarakhand, en el norte de la India., una precipitación inusualmente elevada en un inicio temprano del monzón. El nivel de agua del lago desbordó el dique morrénico, causando una gran inundación aguas abajo, arrasando la población de Kedarnath y provocando entre 100 y 150 víctimas.
Todos estos factores fueron los causantes de las inundaciones y de la gran cantidad de víctimas
Otro de esos eventos devastadores ocurrió la noche del 5 de julio de 2016, en el discreto lago Gongbatongsha, ubicado en la cuenca de Poiqu, Himalaya oriental. La cuenca de Poiqu en la Región Autónoma del Tíbet actualmente contiene numerosos grandes lagos glaciares; sin embargo, este evento se originó en un pequeño lago. El GLOF se desencadenó luego de fuertes precipitaciones que provocaron una falla en la pendiente sobre el lago y la deposición de escombros en el lago, lo que rompió la presa de morrena y drenó rápidamente todo el lago. El GLOF mostró un aumento significativo en la descarga máxima de 618 a 4123 m 3/s en la confluencia de Zhangzangbo-Bhotekoshi. 
La inundación dañó varias infraestructuras aguas abajo, incluida la carretera Arniko, la central hidroeléctrica Upper Bhotekoshi y varios edificios en su camino hacia la cuenca Bhotekoshi en Nepal.